# Stara Kraśnica
Stara Kraśnica (po 1945 r. Stary Szunów, niem. Alt Schönau) – wieś w Polsce, położona w województwie dolnośląskim, w powiecie złotoryjskim, w gminie Świerzawa, na pograniczu Pogórza Kaczawskiego i Gór Kaczawskich w Sudetach.

## Podział administracyjny
W latach 1975–1998 miejscowość należała administracyjnie do województwa jeleniogórskiego.

## Demografia
Według Narodowego Spisu Powszechnego (2011) liczyła 599 mieszkańców. Jest trzecią co do wielkości miejscowością gminy Świerzawa.

## Historia
W 1945 r. miejscowość została włączona do Polski, a jej ówczesną ludność wysiedlono do Niemiec. Według części literatury pierwszą powojenną nazwą był Stary Szunów, z kolei stacja kolejowa używała nazwy Sieńsk Stary. 12 listopada 1946 nadano miejscowości obecną polską nazwę Stara Kraśnica.

## Zabytki
Do wojewódzkiego rejestru zabytków wpisane są:
- zespół zamkowy:
  - ruiny zamku-dworu, istniejącego już w XVI wieku, początek XVII w.; manierystyczny, obecne cechy stylistyczne uzyskał podczas przebudowy w latach 1610–1622 dla rodziny von Schweinichen; remontowany po 1900 roku; po 1945 r. przejęty przez Państwowe Gospodarstwo Rolne (PGR), opuszczony w latach 60. XX wieku, następnie popadł w ruinę
  - Brama wjazdowa w Starej Kraśnicy, manierystyczna z 1622 roku oraz pozostałości murów obronnych, zachowane w złym stanie
  - park dworski, z XIX w., po 1945 r. zdewastowany
  - oficyna folwarczna – willa, obecnie dom nr 1, z 1902 r., wzniesiona w stylu historycznym przez właścicieli sąsiedniego dworu; po 1945 r. przejęty przez PGR, od lat 80. XX wieku w ruinie

## Źródła internetowe
- Opis historyczny w źródłu databazowym (po niemiecku)
- Opis historyczny w źródłu databazowym (po niemiecku)